# Théodore Strawinsky
Théodore Strawinsky (* 24. März 1907 in Sankt Petersburg; † 16. Mai 1989 in Genf) war ein russischer Kunstmaler.

## Leben und Wirken
Théodore Strawinsky wurde 1907 als Sohn des Komponisten Igor Strawinsky in Sankt Petersburg geboren. Sein Bruder war Soulima Stravinsky. 1913 kam er mit der Familie in die Schweiz und lebte später in Frankreich. Während des Zweiten Weltkrieges verbrachte ihn die deutsche Besatzungsmacht in ein Auslieferungslager. Mit Hilfe verschiedener Freunde, u. a. des Mäzens Werner Reinhart, kam er 1943 nach Genf in die Schweiz.
Seine Frau Denise (1914–2004) war die Tochter der Genfer Malerin und Schülerin Hodlers, Stéphanie Guerzoni (1887–1970). Théodore Strawinsky war Porträtist, schuf Mosaiken (z. B. Église Notre-Dame de Toute Grâce du Plateau d’Assy in den Savoyer Alpen), Kirchenfenster (z. B. Christkönigs-Kirche Fribourg), Fresken. Er führte Aufträge in der Schweiz, Italien, Frankreich, Belgien und den Niederlanden aus. Seine Bilder, Aquarelle, Pastelle, Ölgemälde wurden in vielen Einzelausstellungen in verschiedenen Ländern gezeigt. Strawinsky musste wegen Erblindung das Malen aufgeben. Er starb 1989 in Genf und fand seine letzte Ruhestätte auf dem russischen Friedhof von Sainte-Geneviève-des-Bois in der Nähe von Paris.
Zwei Jahre später gründete seine Witwe, Denise Strawinsky, die schon früher geplante Fondation Théodore Strawinsky mit Sitz in Genf, um das Œuvre zu bewahren und auszustellen.

## Ausstellungen (Auswahl)
- Musée de Carouge, 27. November 2014 bis 22. März 2015[1][2]
- Lied der Stille. Kunstmuseum Appenzell, November 2015 bis März 2016.
- Théodore Strawinsky. Poesie des Augenblicks. Kunsthaus Stade, 4. Juni bis 28. August 2016[3]